# U.S. Men's Clay Court Championships 1984
L'U.S. Men's Clay Court Championships 1984 è stato un torneo di tennis giocato sulla terra. È stata la 74ª edizione del U.S. Men's Clay Court Championships, che fa parte del Nabisco Grand Prix 1984. Si è giocato a Indianapolis negli Stati Uniti dal 6 al 12 agosto 1984.

## Campioni

### Singolare
Andrés Gómez ha battuto in finale  Balázs Taróczy con il punteggio di 6–0, 7–6.

### Doppio
Ken Flach /  Robert Seguso hanno battuto in finale  Heinz Günthardt /  Balázs Taróczy con il punteggio di 7–6, 7–5.